# Kanton Marseille-8
Marseille-8 is een kanton van het Franse departement Bouches-du-Rhône. Het kanton maakt deel uit van het arrondissement Marseille. In 2018 telde het 69.878 inwoners.
Het kanton omvat uitsluitend een oostelijk deel van de gemeente Marseille.